# Mandy Patinkin
Mandel Bruce "Mandy" Patinkin, född 30 november 1952 i Chicago, Illinois, är en amerikansk skådespelare och tenor. 
På film har Patinkin bland annat medverkat i musikalen Yentl (1983), där han spelade mot Barbra Streisand, och i äventyrsfilmen Bleka dödens minut (1987) i regi av Rob Reiner. Han har även medverkat i TV-serierna Criminal Minds (2005–2007) och i Homeland (2011–2020).

## Filmografi i urval
- 1979 – Evita (musikaluppsättning på Broadway)
- 1983 – Yentl
- 1987 – Bleka dödens minut
- 1988 – Huset på Carroll Street
- 1990 – Dick Tracy
- 1991 – Chopin, mon amour
- 1994–1995 – Chicago Hope (TV-serie)
- 1997 – Ringaren i Notre Dame
- 2003–2004 – Mitt liv som död (TV-serie)
- 2005–2007 – Criminal Minds (TV-serie)
- 2011–2020 – Homeland (TV-serie)
- 2014 – Wish I Was Here
- 2023 – Trollkarlens elefant (röst)